# 最凶女装計画
『最凶女装計画』（原題: White Chicks）は、2004年に制作されたキーネン・アイヴォリー・ウェイアンズ監督のコメディ映画。製作・脚本はキーネン・アイヴォリー・ウェイアンズに加えてショーン・ウェイアンズ、マーロン・ウェイアンズがつとめた。レヴォリューション・スタジオ製作、コロンビア・ピクチャーズ配給作品。

## あらすじ
FBI捜査官ケビン・コープランド（ショーン・ウェイアンズ）、マーカス・コープランド（マーロン・ウェイアンズ）兄弟は捜査上の失敗をくりかえし、もはや解雇寸前のところまで追い込まれていた。
上司のエリオット・ゴードン（フランキー・フェイゾン）は、誰もやりたがらない任務を買って出たコープランド兄弟に最後のチャンスをあたえる。それはクルーズ運行会社の超わがまま令嬢ブリトニー・ウィルソン（メイトランド・フォード）、ティファニー・ウィルソン（アン・デュデク）姉妹を誘拐犯から守る警護任務だったのだが、警護中に起こした交通事故でウィルソン姉妹の顔に傷を負わせてしまう。
ウィルソン姉妹は「こんな顔じゃ、外に出られない」とホテルにこもり、失敗をとりつくろうとするコープランド兄弟は女装をしてウィルソン姉妹になりすますのだった。

## 公開後の反応
映画評論家リチャード・ロイパーが2004年の最低映画第1位に挙げたことも含めて批判的な批評が多く、第25回ゴールデンラズベリー賞では作品賞を含む5部門でノミネートを受けた。しかしその一方で商業的には大きな成果を上げており、アメリカ国内だけで7083万1760ドル、海外を含めると合計1億1308万6475ドルにのぼる興行収入を得ている。

## キャスト
| 役名                                              | 俳優                       | 日本語吹替 |
| ------------------------------------------------- | -------------------------- | ---------- |
| ケビン・コープランド / ブリタニー・ウィルソン     | ショーン・ウェイアンズ     | 落合弘治   |
| マーカス・コープランド / ティファニー・ウィルソン | マーロン・ウェイアンズ     | 小森創介   |
| デニース・ポーター                                | ロシェル・エイタス         |            |
| ヘザー・ヴァンダーゲルト                          | ジェイミー・キング         | 落合るみ   |
| メーガン・ヴァンダーゲルト                        | ブリタニー・ダニエル       |            |
| カレン                                            | ビジー・フィリップス       | 本田貴子   |
| リサ                                              | ジェニファー・カーペンター |            |
| トーリ                                            | ジェシカ・コーフィール     |            |
| ラトレル・スペンサー                              | テリー・クルーズ           | 山野井仁   |
| ウォーレン・ヴァンダーゲルト                      | ジョン・ハード             | 梅津秀行   |
| ブリタニー・ウィルソン                            | メイトランド・ウォード     |            |
| ティファニー・ウィルソン                          | アン・デュデック           |            |
| エリオット・ゴードン                              | フランキー・フェイソン     | 島香裕     |
| ジェイク・ハーパー                                | ロックリン・マンロー       | 根本泰彦   |
| ヴィンセント・ゴメス                              | エディ・ヴェレツ           | 古田信幸   |
| ジーナ・コープランド                              | フォーネ・A・チャンバース  |            |

## サウンドトラック
- Latin Thugs - サイプレス・ヒル
- Hey Ms. Wilson - The Penfifteen Club
- Shake It (Like A White Girl) - ジェシー・ジェイムス
- A Thousand Miles - ヴァネッサ・カールトン
- Realest Niggas - 50セント、ノトーリアス・B.I.G.
- White Girls - マイティ・ケイシー
- Dance City - オスカー・エルナンデス
- U Can't Touch This - M.C.ハマー
- La Bamba - リッチー・ヴァレンス
- Guantanamera - ホセ・フェルナンデス・ディアス
- It's My Life - ノー・ダウト
- (I Got That) Boom Boom - ブリトニー・スピアーズ
- クレイジー・イン・ラブCrazy in Love - ビヨンセ、ジェイ・Z
- It's Tricky - Run-D.M.C.
- Trouble - P!NK
- This Love - マルーン5
- That's Amore - ディーン・マーティン
- Un Simple Historie (A Simply Story) - シーヴェリー・コーポレーション
- I Wanna Know - ジョー
- Tipsy - ジェイクウォン
- Satisfaction - ベニー・ベナッシ
- Let's Get It Started - ブラック・アイド・ピーズ
- Move Your Feet - ジュニアシニア
- ピアノ四重奏曲第2番変ホ長調、K.493
- 四季 協奏曲第3番ヘ長調、RV.293 - ヴィヴァルディ